# Pedro González Vera
Pedro Alejandro González Vera, popularmente conocido como Heidi (Valdivia, Región de Los Ríos, 17 de octubre de 1967), es un exfutbolista chileno considerado uno de los delanteros más importantes de la década de 1990 en su país.
Como delantero llegó a registros históricos de goleo, convirtiendo 214 goles en toda su carrera (113 de ellos en Universidad de Chile), equipo en el que es considerado ídolo, ubicándose como el tercer máximo goleador en la historia del fútbol chileno, a sólo uno de la marca de Francisco Valdés y a cinco de Esteban Paredes.

## Trayectoria
Comenzó su carrera en Deportes Valdivia, club de su ciudad natal, para luego ser traspasado a la Unión Española, pese a la negativa inicial de la dirigencia Valdiviana, que lo tenía vendido a Lozapenco. En el cuadro hispano estuvo hasta 1990, y tras un exitoso paso por Coquimbo Unido entre 1991 y 1992, se fue a las líneas de Cobreloa donde estuvo hasta 1997.
Pero sus mayores éxitos vendrían los años siguientes, cuando a mediados de 1997 su pase fue adquirido por Universidad de Chile. Tras un Torneo Clausura donde le costó la adaptación, en su segundo año en la escuadra universitaria fue el goleador de la liga chilena con 23 goles siendo subcampeón de la liga y campeón de la Copa Chile. El año 1999 fue su mejor temporada, cuando obtuvo el campeonato en una espectacular campaña con sólo 3 partidos perdidos; en esa temporada, el "Heidi" salió el máximo goleador y figura junto a Sergio Vargas. En 2000 repetiría los éxitos titulándose campeón de la Copa Chile y la Liga, donde fue nuevamente goleador en esta campaña.
En 2001 no logró el título. En 2003 emigraría a Unión Española, donde hacia dupla ofensiva con Sebastián Rozental, en Unión Española sería subcampeón del Torneo de Clausura del año 2004 perdiendo la final con Cobreloa.
Luego de vencer su contrato con el club hispano en 2004, firmaría contrato con Coquimbo Unido en 2005. En el club pirata sería nuevamente subcampeón pero esta vez del Torneo de Apertura de 2005 perdiendo la final con su anterior club la Unión Española. 
En 2006 llegaría a Santiago Morning club que militó solamente por el Torneo de Apertura de 2006. En julio de 2006 retornó nuevamente al club donde obtuvo sus mayores logros la Universidad de Chile donde se retiraría el 21 de diciembre de 2006, en un amistoso de la "U" bicampeón 99-00 y Universidad de Chile 2006, invitando a Luis Musrri y Leonardo Rodríguez, entre otros. Como dato anecdótico podemos recalcar que en los dos partidos de despedida que jugó Pedro González logró anotar los tres goles faltantes para batir la marca de Valdés, pero al no ser oficiales el récord no fue superado.
Anteriormente trabajo como entrenador en el club Unión Española, Universidad de Chile y Deportes Valdivia.
Actualmente es entrenador y se encuentra entrenando a los jóvenes de la escuela de fútbol de la Ilustre Municipalidad de Paillaco. En el mes de enero se presentó con su actual equipo en el mundialito de la Universidad Austral de Chile.

## Selección nacional
En 1987 integró la selección sub-20 que obtuvo un destacado cuarto lugar en el Mundial Juvenil disputado en su país, marcando un gol en el último partido.
Por la selección adulta de Chile jugó 29 encuentros y convirtió 5 goles entre 1993 y 2000, siendo el más recordado el que marcó de tiro libre en las Clasificatorias para Francia 1998, frente a Bolivia, en La Paz (empate 1-1).
- Presencias y goles: 29 partidos y 5 goles
- Debut: 30/05/1993 vs. Colombia en Santiago
- Último partido: 12/02/2000 vs. Bulgaria en Valparaíso

### Participaciones en Copas del Mundo
| Mundial                                | Sede  | Resultado    | Partidos | Goles |
| -------------------------------------- | ----- | ------------ | -------- | ----- |
| Copa Mundial de Fútbol Juvenil de 1987 | Chile | Cuarto lugar | 2        | 1     |

### Participaciones en Copa América
| Copa              | Sede     | Resultado      | Partidos | Goles |
| ----------------- | -------- | -------------- | -------- | ----- |
| Copa América 1997 | Bolivia  | Fase de grupos | 2        | 0     |
| Copa América 1999 | Paraguay | Cuarto lugar   | 6        | 0     |

### Participaciones en Clasificatorias a Copas del Mundo
| Eliminatorias              | País    | Resultado   | Posición | Partidos | Goles |
| -------------------------- | ------- | ----------- | -------- | -------- | ----- |
| Eliminatorias Francia 1998 | Francia | Clasificado | 4º       | 3        | 1     |

## Estadísticas

### Clubes
| Club | Div.          | Temporada     | Liga(1) | Liga(1) | Liga(1) | Copas nacionales(2) | Copas nacionales(2) | Copas nacionales(2) | Copas internacionales(3) | Copas internacionales(3) | Copas internacionales(3) | Total | Total | Total  | Media goleadora(4) |
| Club | Div.          | Temporada     | Part.   | Goles   | Asist.  | Part.               | Goles               | Asist.              | Part.                    | Goles                    | Asist.                   | Part. | Goles | Asist. | Media goleadora(4) |
| --- | ------------- | ------------- | ------- | ------- | ------- | ------------------- | ------------------- | ------------------- | ------------------------ | ------------------------ | ------------------------ | ----- | ----- | ------ | ------------------ |
| Deportes Valdivia · Chile |               |               |         |         |         |                     |                     |                     |                          |                          |                          |       |       |        |                    |
| 2ª | 1985          | 0             | 0       | -       | 5       | 0                   | -                   | -                   | -                        | -                        | 5                        | 0     | -     | 0,0    |                    |
| 2ª | 1986          | 1             | 0       | -       | 7       | 1                   | -                   | -                   | -                        | -                        | 8                        | 1     | -     | 0,0    |                    |
| 2ª | 1987          | 16            | 5       | -       | 11      | 3                   | -                   | -                   | -                        | -                        | 27                       | 8     | -     | 0,0    |                    |
| 1.ª | 1988          | 29            | 2       | -       | 15      | 2                   | -                   | -                   | -                        | -                        | 44                       | 4     | -     | 0,07   |                    |
| 1.ª | 1989          | 29            | 3       | -       | 18      | 4                   | -                   | -                   | -                        | -                        | 47                       | 7     | -     | 0,10   |                    |
| Total club | Total club    | 75            | 10      | -       | 56      | 10                  | -                   | -                   | -                        | -                        | 131                      | 20    | -     | 0,09   |                    |
| Unión Española · Chile |               |               |         |         |         |                     |                     |                     |                          |                          |                          |       |       |        |                    |
| 1.ª | 1990          | 12            | 2       | -       | -       | -                   | -                   | -                   | -                        | -                        | 12                       | 2     | -     | 0,19   |                    |
| 1.ª | 2003          | 33            | 9       | -       | -       | -                   | -                   | -                   | -                        | -                        | 33                       | 9     | -     | 0,27   |                    |
| 1.ª | 2004          | 46            | 15      | -       | -       | -                   | -                   | -                   | -                        | -                        | 46                       | 15    | -     | 0,33   |                    |
| Total club | Total club    | 91            | 26      | -       | -       | -                   | -                   | -                   | -                        | -                        | 91                       | 26    | -     | 0,27   |                    |
| Coquimbo Unido · Chile |               |               |         |         |         |                     |                     |                     |                          |                          |                          |       |       |        |                    |
| 1.ª | 1991          | 27            | 12      | -       | -       | -                   | -                   | -                   | -                        | -                        | 27                       | 12    | -     | 0,44   |                    |
| 1.ª | 1992          | 24            | 8       | -       | -       | -                   | -                   | -                   | -                        | -                        | 24                       | 8     | -     | 0,33   |                    |
| 1.ª | 2005          | 28            | 7       | -       | -       | -                   | -                   | -                   | -                        | -                        | 28                       | 7     | -     | 0,25   |                    |
| Total club | Total club    | 79            | 27      | -       | -       | -                   | -                   | -                   | -                        | -                        | 79                       | 27    | -     | 0,34   |                    |
| Cobreloa · Chile |               |               |         |         |         |                     |                     |                     |                          |                          |                          |       |       |        |                    |
| 1.ª | 1993          | 23            | 8       | -       | -       | -                   | -                   | -                   | -                        | -                        | 23                       | 8     | -     | 0,35   |                    |
| 1.ª | 1994          | 23            | 4       | -       | -       | -                   | -                   | -                   | -                        | -                        | 23                       | 4     | -     | 0,17   |                    |
| 1.ª | 1995          | 25            | 4       | -       | -       | -                   | -                   | -                   | -                        | -                        | 25                       | 4     | -     | 0,16   |                    |
| 1.ª | 1996          | 28            | 17      | -       | -       | -                   | -                   | -                   | -                        | -                        | 28                       | 17    | -     | 0,61   |                    |
| 1.ª | 1997          | 15            | 8       | -       | -       | -                   | -                   | -                   | -                        | -                        | 15                       | 8     | -     | 0,53   |                    |
| Total club | Total club    | 114           | 41      | -       | -       | -                   | -                   | -                   | -                        | -                        | 114                      | 41    | -     | 0,36   |                    |
| Universidad de Chile · Chile |               |               |         |         |         |                     |                     |                     |                          |                          |                          |       |       |        |                    |
| 1.ª | 1997          | 13            | 4       | -       | -       | -                   | -                   | 2                   | 0                        | -                        | 15                       | 4     | -     | 0,27   |                    |
| 1.ª | 1998          | 33            | 25      | -       | 7       | 1                   | -                   | 6                   | 1                        | -                        | 46                       | 27    | -     | 0,59   |                    |
| 1.ª | 1999          | 35            | 28      | -       | -       | -                   | -                   | 3                   | 1                        | -                        | 38                       | 29    | -     | 0,76   |                    |
| 1.ª | 2000          | 28            | 26      | -       | 3       | 2                   | -                   | 9                   | 3                        | -                        | 40                       | 31    | -     | 0,78   |                    |
| 1.ª | 2001          | 32            | 16      | -       | -       | -                   | -                   | 7                   | 0                        | -                        | 39                       | 16    | -     | 0,41   |                    |
| 1.ª | 2002          | 35            | 14      | -       | -       | -                   | -                   | -                   | -                        | -                        | 35                       | 14    | -     | 0,40   |                    |
| 1.ª | 2006          | 6             | 0       | -       | -       | -                   | -                   | -                   | -                        | -                        | 6                        | 0     | -     | 0,0    |                    |
| Total club | Total club    | 182           | 113     | -       | 10      | 3                   | -                   | 27                  | 5                        | -                        | 219                      | 121   | -     | 0,55   |                    |
| Santiago Morning · Chile |               |               |         |         |         |                     |                     |                     |                          |                          |                          |       |       |        |                    |
| 1.ª | 2006          | 16            | 2       | -       | -       | -                   | -                   | -                   | -                        | -                        | 16                       | 2     | -     | 0,13   |                    |
| Total club | Total club    | 16            | 2       | -       | -       | -                   | -                   | -                   | -                        | -                        | 16                       | 2     | -     | 0,13   |                    |
| Total carrera | Total carrera | Total carrera | 540     | 214     | -       | 10                  | 3                   | -                   | 27                       | 5                        | -                        | 577   | 227   | -      | 0,38               |
| (1) Incluye datos de la Liguilla Pre-Libertadores (1998 y 2001) y Liguilla Pre-Sudamericana (2002). (2) Incluye datos de la Copa Chile (1998 y 2000) . (3) Incluye datos de la Copa Libertadores de América (2000-2001), Copa Conmebol (1997) y Copa Mercosur (1998-2001). (4) No incluye goles en partidos amistosos. |               |               |         |         |         |                     |                     |                     |                          |                          |                          |       |       |        |                    |

### Primera División
| Club                 | País  | Temporadas | Partidos | Goles | Promedio |
| -------------------- | ----- | ---------- | -------- | ----- | -------- |
| Deportes Valdivia    | Chile | 1985-1989  | 131      | 20    | 0.09     |
| Unión Española       | Chile | 1990       | 12       | 2     | 0.19     |
| Coquimbo Unido       | Chile | 1991-1992  | 51       | 20    | 0.39     |
| Cobreloa             | Chile | 1993-1997  | 114      | 41    | 0.36     |
| Universidad de Chile | Chile | 1997-2002  | 176      | 113   | 0.64     |
| Unión Española       | Chile | 2003-2004  | 79       | 24    | 0.30     |
| Coquimbo Unido       | Chile | 2005       | 28       | 7     | 0.25     |
| Santiago Morning     | Chile | 2006       | 16       | 2     | 0.13     |
| Universidad de Chile | Chile | 2006       | 6        | 0     | 0        |
| TOTAL                | TOTAL | TOTAL      | 540      | 219   | 0.40     |

- Fuente: Registrofutbol.cl - Incluye encuentros por Primera División y Liguilla Pre-Libertadores

### Entrenador
| Club              | País  | Temporadas | PJ | PG | PE | PP |
| ----------------- | ----- | ---------- | -- | -- | -- | -- |
| Deportes Valdivia | Chile | 2019       | 9  | 0  | 7  | 2  |

## Palmarés

### Campeonatos nacionales
| Título                    | Club                 | País  | Año  |
| ------------------------- | -------------------- | ----- | ---- |
| Segunda División de Chile | Deportes Valdivia    | Chile | 1987 |
| Copa Chile                | Universidad de Chile | Chile | 1998 |
| Primera División de Chile | Universidad de Chile | Chile | 1999 |
| Copa Chile                | Universidad de Chile | Chile | 2000 |
| Primera División de Chile | Universidad de Chile | Chile | 2000 |

### Distinciones individuales
| Distinción                                                                              | Año  |
| --------------------------------------------------------------------------------------- | ---- |
| Goleador de la Primera División de Chile                                                | 1998 |
| Mejor delantero del fútbol chileno                                                      | 1998 |
| Mejor delantero del fútbol chileno                                                      | 1999 |
| Mejor futbolista de Chile                                                               | 1999 |
| Mejor delantero del fútbol chileno                                                      | 2000 |
| Goleador de la Primera División de Chile                                                | 2000 |
| Incluido dentro de las 50 mejores figuras históricas de Universidad de Chile por AS.com | 2016 |
| Incluido dentro de los mayores referentes históricos de Universidad de Chile            | 2017 |
| Top 3° Máximo goleador en la historia de Universidad de Chile por Goal.com              | 2017 |